# Дравско Поморске
Дра̀вско Помо̀рске (на полски: Drawsko Pomorskie; на немски: Dramburg) е град в Северозападна Полша, Западнопоморско войводство. Административен център е на Дравски окръг, както и на градско-селската Дравска община. Заема площ от 22,33 км2.